# Макс Райт
Макс Райт (англ. Max Wright; 2 серпня 1943, Детройт, Мічиґан — 26 червня 2019) — американський актор, найбільш відомий за роль Віллі Танера в телевізійній комедії «Альф».

## Життєпис
Народився в місті Детройт, штат Мічиган, США. На початку кар'єри виступав у багатьох театрах по всій країні. 1995 року Максу поставили діагноз — лімфома, через що йому довелося пройти курс хіміотерапії. Після лікування знявся у фільмі «Старі буркотуни розбушувалися», виступав у театрі.
Макс знявся в перших двох сезонах серіалу «Друзі», де грав керівника «Центральної кав'ярні», який звільняє Фібі за поганий спів.
З травня 2018 року жив у Німеччині.

## Кар'єра
До того він з'являвся в таких телепередачах, як «WKRP в Цинциннаті» (WKRP in Cincinnati), «Баффало Білл» (Buffalo Bill), «Шоу Норма» (The Norm Show), в фільмі «Мученики науки», а також грав роль Террі, менеджера кафе «Central Perk» в перших двох сезонах сіткому «Друзі».
1998 року Райта було нагороджено премією Tony за роль Іванова в однойменній п'єсі Антона Чехова.

## Фільмографія
| 1979 | Last Embrace (Остання обіцянка)              | другий мандрівник                 | - Містичний трилер Джонатана Демма - Знято за новелою The 13th Man (13-й чоловік) |      |                         |        |                              |
| 1979 | All That Jazz (Весь той джаз)                | Джошуа Пенн                       | Музична драма Боба Фоссе                                                          |      |                         |        |                              |
| 1980 | Simon                                        | Леон Гандертввассер               | Наукова комедія Маршалла Брікмена                                                 |      |                         |        |                              |
| 1981 | Reds                                         | Флойд Делл                        | Біографічна драма Уоррена Бітті                                                   |      |                         |        |                              |
| 1983 | The Sting II                                 | наглядач за поверхом              | Кримінальний фільм Джеремі Пола Каґана                                            |      |                         |        |                              |
| 1985 | Fraternity Vacation (Відпустка братства)     | Міллард Тведт                     | Комедія Джеймса Флоулі                                                            |      |                         |        |                              |
| 1986 | Touch and Go                                 | Лестер                            | Романтична стрічка Роберта Мендела                                                |      |                         |        |                              |
| 1986 | Soul Man                                     | Доктор Аронсон                    | Романтична стрічка Стіва Майнера                                                  |      |                         |        |                              |
| 1988 | Going to the Chapel                          | Говард Гелдейн                    | Комедія Пола Лінча                                                                |      |                         |        |                              |
| 1994 | The Shadow (Тінь)                            | Берґер                            | Пригодницька стрічка Рассела Мелкегі                                              |      |                         |        |                              |
| 1995 | Grumpier Old Men (Старі буркотуни)           | інспектор охорони здоров'я округу | Комедія Говарда Дейча                                                             |      |                         |        |                              |
| 1999 | A Midsummer Night's Dream (Сон в літню ніч)  | Робін Старвелінґ                  | - Комедія Майкла Гофмана - За мотивами однойменної п'єси Вільяма Шекспіра         |      |                         |        |                              |
| 1999 | Snow Falling on Cedars (Сніг падає на кедри) | Горейс Вейлі                      | - Містичний фільм Скотта Гікса - За мотивами новели Девіда Ґатерсона              |      |                         |        |                              |
| 2002 | Easter (Великдень)                           | Зеддок Прет                       | - Комедія Річарда Келібана - За мотивами п'єси Уілла Шеффера                      | 2017 | Time Trap (Пастка часу) | Фьорбі | - науково-фантастичний фільм |

### Телебачення
| - In Fashion (1974) (телефільм) - Red Alert (1977) (телефільм) - Playing for Time (1980) (телефільм) — Доктор Менґеле - For Ladies Only (1981) (телефільм) — режисер Шекспіра - Hart to Hart (1 episode, 1982) — Доктор Роберт Чейз - CBS Afternoon Playhouse (1 епізод, 1982) - WKRP in Cincinnati (2 епізоди, 1982) — Френк Бартман - Taxi (1 серія, 1982) — пан Емброуз - Tales from the Darkside (1 серія, 1983) - Buffalo Bill (25 серій, 1983—1984) - AfterMASH (1 серія, 1984) - E/R (1 сервя, 1984) - The Boy Who Loved Trolls (1984) (телефільм) - Scandal Sheet (1985) (телефільм) - Code Name: Foxfire (1 серія, 1985) - Benson (1 серія, 1985) - Konrad (1985) (телефільм) - Misfits of Science (1985) (телефільм) - Misfits of Science (15 серій, 1985—1986) - Альф (99 серій, 1986—1990) - Cheers (2 серії, 1986) - Comedy Factory (1 серія, 1986) - Liberty (1986) (телефільм) - Faerie Tale Theatre (1 серія, 1987) - Murder, She Wrote (1 серія, 1991) | - Ghostwriter (4 серії, 1992) - Quantum Leap (2 серії, 1992) - The Powers That Be (1 серія, 1992) - Dudley (6 серій, 1993) - Murphy Brown (1 серія, 1993) - Roc (1 серія, 1993) - Monty (1 серія) - The Stand (мінісеріал, 1994) - White Mile (1994) (телефільм) - A Mother's Gift (1995) (телефільм) - Друзі (2 серії в сезонах 1 і 2, 1994—1995, в ролі Террі, власника кав'ярні " Central Perk") - The John Larroquette Show (1 серія, 1996) - Early Edition (1 серія, 1996) - High Incident (1 серія, 1996) - Dead by Midnight (1997) (телефільм) - From the Earth to the Moon (мінісеріал, 1998) - Twelfth Night, or What You Will (1998) (телефільм) - Mad About You (1 серія, 1998) - The Drew Carey Show (1 серія, 1999) - The Norm Show (49 серій, 1999—2001) - A Minute with Stan Hooper (1 серія, 2003) - Back to Norm (2005) (телефільм) |

## Приватне життя
Райт був одружений з Ліндою Ібаррондо з 1965 року до її смерті 2017 року від раку молочної залози. Пара мала двох дітей, Бена і Дейзі. 1995 року Максу було поставлено діагноз лімфома, з яким він успішно боровся й лишався в стадії ремісії до 2019 року.
У січні 2000 року Райта було заарештовано за п'яне водіння в Лос-Анджелесі, його засудили до випробувального терміну. Тоді він з'являвся на виставці Норма. 2003 року Райта повторно заарештували за тим же звинуваченням.
26 червня 2019 року Райт помер від лімфоми у віці 75 років у своєму будинку в місті Гермоса Біч в Каліфорнії. Актор багато років боровся з раком.